# Proanoplomus yunnanensis
Proanoplomus yunnanensis es una especie de insecto del género Proanoplomus de la familia Tephritidae del orden Diptera.

## Historia
Fue descrita científicamente por primera vez en el año 1964 por Zia.